# Фадеічев Андрій Станіславович
Андрій Станіславович Фадеічев (нар. 8 лютого 1973, Дніпропетровськ, УРСР) — український футболіст, виступав на позиції захисник та півзахисник.

## Життєпис
Вихованець дніпропетровського футболу. У 1992 році разом зі своїми земляками Євгеном Соніним і Дмитром Воробйовим перейшов у білоруський клуб «Взуттєвик» (Ліда), в якому дебютував у дорослому футболі, зігравши 5 матчів в першому незалежному чемпіонаті Білорусі.
У 1993 році повернувся в Україну і виступав у другій лізі за «Шахтар» (Павлоград). Навесні 1994 року перейшов до дніпропетровського «Дніпра», в його складі зіграв один матч у вищій лізі — 25 березня 1994 року проти «Кременя» вийшов на заміну на 70-й хвилині замість Андрія Котюка. Також у складі «Дніпра» взяв участь у двох матчах Кубка України. У сезоні 1993/94 років знову грав за команду з Павлограда, потім виступав у першій лізі за «Поділля» (Хмельницький).
У другій половині 1996 року виступав у вищій лізі Латвії за ризький «Університет». З початку 1997 року протягом двох календарних років грав за луганську «Зорю», з цією командою в сезоні 1997/98 років вилетів з першої ліги до другої. У 1999 році виступав у вищій лізі Казахстану за «Синтез» (Шимкент). У 2001 році грав у чемпіонаті Білорусі за «Нафтан», взяв участь у 19 матчах та відзначився 1 голом — 3 листопада 2001 року в матчі з «Ведричем» (3:0). У 2002 році грав у першій лізі Казахстану за «Достик» (Шимкент) і «Жетису» (Талдикурган).
З 2003 року до завершення кар'єри, з деякими перервами, виступав у нижчих дивізіонах Фінляндії за ТУС (Тееріярві). Також провів півсезону в оренді у клубі «Ракууната».